# Women's Land Army

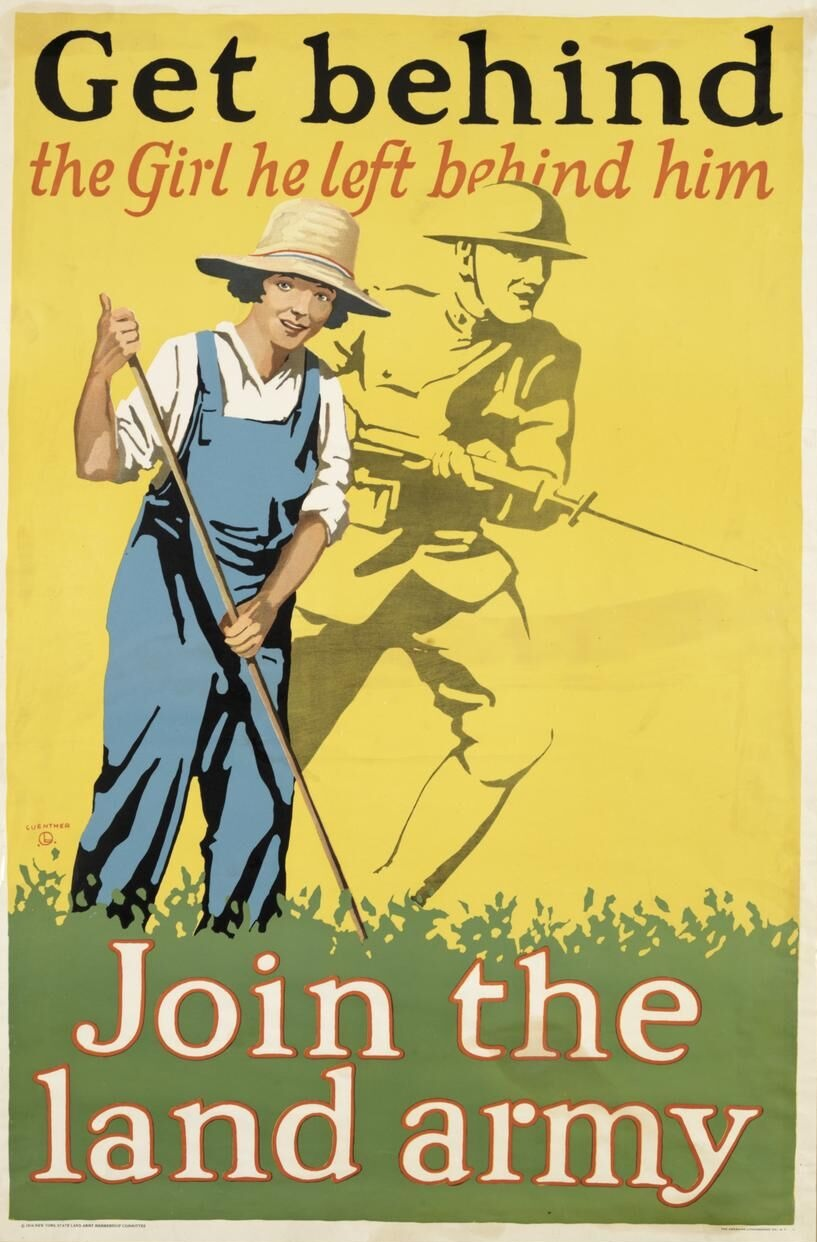
Women's-Land-Army-1917

Women's Land Army (WLA) var en brittisk kvinnoorganisation aktiv 1917-1919 och 1939-1945. Den mobiliserade kvinnor i krigsarbete inom jordbruket under både första världskriget och sedan under andra världskriget.